# سلمون شختر
سُلُمون شِختِر (به عبری: שניאור זלמן הכהן שכטר‎)، (متولد ۷ دسامبر ۱۸۴۷ میلادی - درگذشت ۱۹ نوامبر ۱۹۱۵ میلادی) یک خاخام مولداوی‌تبار و پژوهشگر دانشگاهی و ویراستار آمریکایی بود، که به خاطر ریاست انجمن United Synagogue of Conservative Judaism و حوزه علمیه یهودیت آمریکا و بنیانگذاری Conservative Judaism آمریکایی مشهور است.